# Beroida
Ordre
Beroida est un ordre d'animaux de l'embranchement des cténophores (les cténophores sont des organismes marins répandus dans tous les océans du monde qui constituent une bonne part de la biomasse planctonique mondiale ; leur nom provient de la structure en peigne de rangées de cils locomoteurs).

## Morphologie
Les Beroida sont remarquables par l'absence totale d'appareil tentaculaire. Les Beroida ont un pharynx très développé qui occupe quasiment tout le volume de l'animal. Ils sont aplatis dans l'axe pharyngien. Les canaux méridiens forment des diverticules qui peuvent former des anastomoses ou non selon les espèces. Les extrémités orales des canaux méridiens et paragastriques s'anastomosent suivant les "lèvres" des Beroida,,

## Liste des familles et genres
Selon ITIS, EOL, WoRMS et d'après la liste de tous les noms d'espèces de cténophores valides de Claudia Mills:
- famille Beroidae Eschscholtz, 1825
  - genre Beroe Browne, 1756
  - genre Neis Lesson, 1843 ou 1829